# Îles Samoa
Pour les articles homonymes, voir Samoa (homonymie).
Les îles Samoa ou îles samoanes forment un archipel de 3 030 km2, situé en Océanie, dans la région de la Polynésie, et partagé entre les Samoa dans sa partie occidentale et les Samoa américaines dans sa partie orientale.

## Géographie

### Îles Samoa

#### Samoa

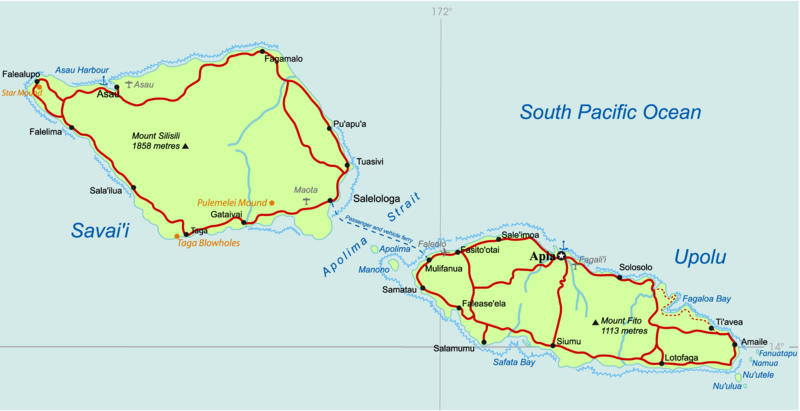
Carte des Samoa

- Upolu : l'île la plus peuplée des Samoa
- Savai'i
- Manono
- Apolima
- Fanuatapu (en) (inhabitée)
- Namua (en) (inhabitée)
- Nuʻulopa (en) (inhabitée)
- Nuʻulua (en) (inhabitée)
- Nuʻusafeʻe (en) (inhabitée)
- Nuʻutele (en) (inhabitée)

Les îles de Manono, Apolima et Nu'ulopa se trouvent au détroit d'Apolima entre Upolu et Savai'i. Nu'utele, Nu'ulua, Namua et Fanuatapu font partie de îles Aleipata (en) à la côte ouest d'Upolu.

#### Samoa américaines

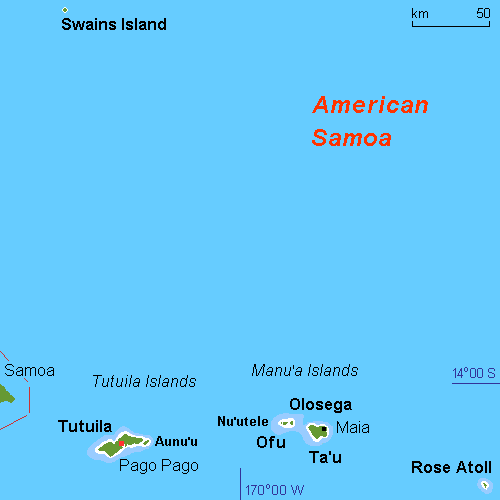
Carte des Samoa américaines

- Tutuila : île principale du territoire
- Aunu'u
- Ta‘ū
- Ofu-Olosega
- Swains
- Atoll Rose

### Climat
Le climat de l'archipel est tropical. Des hautes températures et un important taux d'humidité sont présents toute l'année, avec une saison de pluies de novembre à avril.
La température moyenne annuelle se situe entre les 26 et les 31 °C.
| Mois                              | jan. | fév. | mars | avril | mai  | juin | jui. | août | sep. | oct. | nov. | déc. | année |
| --------------------------------- | ---- | ---- | ---- | ----- | ---- | ---- | ---- | ---- | ---- | ---- | ---- | ---- | ----- |
| Température minimale moyenne (°C) | 23,9 | 24   | 24   | 23,9  | 23,5 | 23,2 | 22,8 | 22,8 | 23,1 | 23,3 | 23,6 | 23,8 | 23,5  |
| Température moyenne (°C)          | 27,1 | 27,2 | 27,2 | 27,2  | 26,9 | 26,6 | 26,1 | 26,1 | 26,4 | 26,6 | 26,9 | 27,1 | 26,8  |
| Température maximale moyenne (°C) | 30,2 | 30,3 | 30,4 | 30,5  | 30,3 | 29,9 | 29,4 | 29,4 | 29,7 | 29,9 | 30,2 | 30,3 | 30    |
| Précipitations (mm)               | 450  | 365  | 355  | 230   | 175  | 135  | 110  | 120  | 145  | 205  | 260  | 360  | 2 605 |

| Diagramme climatique                                  |           |           |             |             |             |             |             |             |             |             |             |
| J                                                     | F         | M         | A           | M           | J           | J           | A           | S           | O           | N           | D           |
| 30,223,9450                                           | 30,324365 | 30,424355 | 30,523,9230 | 30,323,5175 | 29,923,2135 | 29,422,8110 | 29,422,8120 | 29,723,1145 | 29,923,3205 | 30,223,6260 | 30,323,8360 |
| Moyennes : • Temp. maxi et mini °C • Précipitation mm |           |           |             |             |             |             |             |             |             |             |             |

## Histoire
Les premières preuves d'occupation à l'archipel datent d'environ 1000 av. J.-C., par des peuples austronésiens dans l'île d'Upolu. Cette période sera marquée par des multiples échanges avec les civilisations des îles voisines des Fidji et des Tonga.
Le peuple de l'archipel rentre en contact avec les Européens pendant le XVIIIe siècle, mais ce ne sera qu'à partir de 1830, avec le débarquement du missionnaire John Williams, qu'ils seront peu à peu convertis au christianisme.
Se disputant le contrôle de l'archipel durant la crise des Samoa, le Royaume-Uni, les États-Unis et l'Allemagne s'entendent lors du traité de Berlin en 1889, sur un condominium sur les territoires des îles Samoa, tout en permettant la libre élection des chefs de tribu. Des représentants de chaque puissance seront cependant toujours présents sur place.
Des conflits politiques internes et la mort du roi élu Malietoa Laupepa en 1898  annuleront le traité et obligeront à l'adoption d'un nouvel accord entre les puissances occidentales.
En 1899, le traité de Samoa (ou « traité Tripartite ») divise l'archipel en deux. La partie occidentale devient alors protectorat allemand pendant que celle de l'orient tombe sous contrôle américain. Le Royaume-Uni accorde pour sa part une compensation territoriale au gouvernement allemand.
Les Samoa occidentales seront occupées en 1914 par la Nouvelle-Zélande, pays qui en devient la puissance mandataire en 1919, lors d'un décret de la Ligue des Nations. Elles déclareront leur indépendance le 1er janvier 1962 et prendront le nom de Samoa le 4 juillet 1997. Les Samoa américaines restent toujours sous contrôle américain, devenant dès lors un territoire non incorporé non organisé des États-Unis.